# Венгерско-хорватское соглашение
Хорватско-венгерское соглашение 1868 года (хорв. Hrvatsko-ugarska nagodba или просто Nagodba, венг. Horvát–magyar kiegyezés, нем. Kroatisch-Ungarischer Ausgleich) — акт, определивший положение Хорватии и Славонии в составе венгерского королевства как части дуалистической Австро-Венгерской монархии. Хорватско-венгерское соглашение утверждено императором Францем Иосифом 12 ноября 1868 года. Установило прикрытый парламентскими формами режим венгерского доминирования над Хорватией и Славонией.
Соглашение исходило из принципа неделимости венгерского королевства. Хорватия и Славония посылали в нижнюю палату парламента венгерской части Австро-Венгрии депутатов из числа членов сабора для участия в рассмотрении дел, касающихся их земель, и 2 человека в палату магнатов. Из этих лиц парламент включал 5 человек в состав так называемой Венгерской делегации — для периодического рассмотрения общеимперских проблем. Хорватия и Славония сохраняли автономию внутреннего управления, юстиции (в том числе Верховный суд), а также в делах просвещения и церкви.
Вопросы финансов и экономики являлись прерогативой правительства Венгерского королевства. Законы, принимавшиеся сабором, вступали в силу после утверждения императором. Официальным языком в Хорватии и Славонии признавался хорватский, автономная власть принадлежала сабору, в избрании которого могло участвовать около 6-7 % взрослого мужского населения, и местному правительству (Zemaljska vlada) во главе с баном, назначавшимся императором по представлению главы правительства Венгерского королевства и являвшимся фактическим исполнителем воли правящих кругов королевства.
В правительстве Венгерского королевства хорватскими делами ведал специальный министр. Право созыва и роспуска сабора принадлежало императору. На местные расходы Хорватии и Славонии отпускалось 2,2 млн форинтов (с 1873 — 45 % налоговых средств, собранных в этих землях). Хорватско-венгерское соглашение вызвало активные протесты хорватского народа (восстание граничар в Раковице в 1871 году, массовые народные выступления в 1883 году и др.). Несмотря на ограниченность прав, предоставленных Хорватии и Славонии соглашением, габсбургские власти в период действия соглашения (1868—1918) неоднократно нарушали его.
29 октября 1918 Хорватский сабор объявил о разрыве соглашения в связи с выходом Хорватии из Австро-Венгрии и присоединении к Государству словенцев, хорватов и сербов.